# Lukas Kummer (Zeichner)
Lukas Kummer (geboren 1988 in Innsbruck) ist seit 2014 ein freischaffender österreichischer Comiczeichner, Graphic-Novel-Autor und Illustrator.

## Leben
Kummer stammt aus Pfons in Tirol und wuchs in Matrei am Brenner auf, wo er zur Schule ging. Von 2002 bis 2006 besuchte er das Bundesoberstufenrealgymnasium, in dessen künstlerischer Abteilung legte er seine Matura ab. Ab 2007 studierte er an der Kunsthochschule Kassel die Fachrichtung Visuelle Kommunikation mit Schwerpunkt auf Illustration und Comic. Das Studium finanzierte er mit einem Job als Illustrator und Gestalter für das Mechanische Institut der Universität Kassel. Nach dem Abschluss 2013 mit Auszeichnung schloss er noch ein Jahr an als Meisterschüler bei Hendrik Dorgathen. Nach Studienende arbeitete er als freiberuflicher Comiczeichner und Illustrator. Nebenbei gab er Workshops im In- und Ausland. Zunächst publizierte er viel in diversen Zeitschriften, 2015 erschien seine erste Einzelpublikation Die Verwerfung. In Folge veröffentlichte Kummer regelmäßig Graphic Novels, auch sein zweites Album behandelte einen historischen Stoff. In seinem seit 2019 über Kickstarter.com finanzierten Projekt Prinz Gigahertz setzt der Zeichner-Erzähler eine High-Fantasy-Rittergestalt in eine postapokalyptische Sci-Fi-Trümmerwelt voller Mutanten und Elend. Der den Helden durch die Wüstungen verfolgende Dämon ist an sich ein intelligenter Kampfroboter, die Fallen- und Kampf-Magie beruht auf nicht mehr beherrschten Technologien. 2022 folgte die Fortsetzung Prinz Gigahertz – Knight of Love.
Seit 2018 hat Lukas Kummer drei Graphic Novels nach Werken von Thomas Bernhard erschaffen. Lukas Kummers Produktion zu Bernhards Die Ursache wurde 2019 bei einer Ausstellung der Vorarbeiten, Skizzen und Zeichnungen in der Leipziger Moritzbastei gezeigt. Bereits 2015 hatte das Festival des Grafischen Erzählens im Kunsttempel in Kassel mit einer Ausstellung von Vorarbeiten, Originalzeichnungen und Skizzen zu seinem Debütwerk Die Verwerfung eröffnet. 2021 war Kummer eingeladen, eines von drei Daumenkinos zum zukünftigen Literaturhaus in der Villa Iwan und Franziska Rosenthal in Hohenems beizutragen.
Lukas Kummer lebt und arbeitet in Kassel. Er ist Mitglied des Berufsverbands Illustratoren Organisation.

## Werke
- 2015: Die Verwerfung, Reise- und Survivalgeschichte aus dem Dreißigjährigen Krieg, Zwerchfell Verlag, Stuttgart, ISBN 978-3-943547-25-2.[8]
- 2017: Gotteskrieger – Eine wahre Geschichte aus der Zeit der Reformation, Text: Alexander Hogh, Zeichnung: Lukas Kummer, Tintentrinker Verlag, Köln, ISBN 978-3-946401-08-7.
- 2018: Die Ursache: Eine Andeutung, zu autobiografischen Texten von Thomas Bernhard, Residenz Verlag, Wien, ISBN 978-3-701716-93-7.[9]
- 2019: Der Keller: Eine Entziehung, zu autobiografischen Texten von Thomas Bernhard, Residenz, Wien, ISBN 978-3-701717-16-3.
- 2020: Prinz Gigahertz, Crossover Science-Fiction/High Fantasy, Zwerchfell, Stuttgart, ISBN 978-3-943547-52-8.
- 2021: Der Atem: Eine Entscheidung, zu autobiografischen Texten von Thomas Bernhard, Residenz, Salzburg, ISBN 978-3-7017-1746-0.
- 2022: Prinz Gigahertz – Knight of Love, Crossover Science-Fiction/High Fantasy, Zwerchfell, Stuttgart, ISBN 978-3-943547-58-0.[10]
- 2023: Die Kälte: Eine Isolation, zu autobiografischen Texten von Thomas Bernhard, Residenz, Salzburg, ISBN 9783701717736.
- 2024: Ein Kind, zu autobiografischen Texten von Thomas Bernhard, Residenz, Salzburg, ISBN 9783701717958.

## Ausstellungen und Ausstellungsbeteiligungen
- 2015: Neue Wege. 2. Festival des Grafischen Erzählens, Kassel[11]
- 2019: Lukas Kummer: Die Ursache. Café der Moritzbastei, Leipzig[12]

## Auszeichnungen
- 2016: ICOM Independent Comic Preis in der Kategorie Herausragendes Szenario für Die Verwerfung
- 2017: Nominierung für den Serafina Nachwuchspreis für Illustratoren auf der Frankfurter Buchmesse[13]

## Belege
1. ↑  Autoren-Biografie im Residenzverlag, abgerufen am 20. Mai 2020.
2. ↑  Christian Endres: Prinz Gigahertz und die Postapokalypse. Von Rittern und Robotern: Ein Science-Fantasy-Comic von Lukas Kummer, Rezension auf diezukunft.de vom 16. Mai 2020, abgerufen am 21. Mai 2020.
3. ↑  Zwerchfell Verlag - Independent Comics seit 1988. Abgerufen am 13. April 2022.
4. ↑  Ausstellungseröffnung von und mit Lukas Kummer, residenzverlag.com Januar 2019, abgerufen am 20. Mai 2020.
5. ↑  Mark-Christian von Busse: Lukas Kummer: Schrecken des Kriegs als Graphic Novel, Rezension in der Hessisch/Niedersächsischen Allgemeinen vom 13. Januar 2015, abgerufen am 20. Mai 2020.
6. ↑  Daumenkino. Mikrogeschichten über ein Literaturhaus. In: literatur.ist. literatur:vorarlberg netzwerk, abgerufen am 9. November 2021.
7. ↑  Zeichnerprofil in der Illustratoren Organisation, io-home.org, abgerufen am 20. Mai 2020.
8. ↑  Michael Brake: Krieg und Klarkommen, Rezension im fluter – Magazin der Bundeszentrale für politische Bildung vom 2. März 2016, abgerufen am 20. Mai 2020.
9. ↑  Andreas Platthaus: Wenn Sprache den Bildrhythmus vorgibt, Rezension zu Die Ursache in der FAZ vom 3. Januar 2019, abgerufen am 20. Mai 2020.
10. ↑  Wer rettet die radioaktive Retrowelt? 17. Juni 2020, abgerufen am 23. März 2025.
11. ↑  Neue Wege – 2. Festival Grafisches Erzählen. Literaturhaus Nordhessen e. V., 15. Dezember 2014, abgerufen am 9. November 2021.
12. ↑  Torsten Reitler: Darf es ein wenig Bernhard sein? 8. Januar 2019, abgerufen am 9. November 2021.
13. ↑  Serafina 2017 - Nachwuchspreis Illustration, Deutsche Akademie für Kinder- und Jugendliteratur / wayback Archive 2017-11-11, abgerufen am 20. Mai 2020.

| Personendaten    | Personendaten                                                       |
| ---------------- | ------------------------------------------------------------------- |
| NAME             | Kummer, Lukas                                                       |
| KURZBESCHREIBUNG | österreichischer Comiczeichner, Graphic Novel-Autor und Illustrator |
| GEBURTSDATUM     | 1988                                                                |
| GEBURTSORT       | Innsbruck                                                           |